# Perindopril
A perindopril (Coversyl) egy hosszú hatású ACE-gátló gyógyszer.
A hatása 24 órán keresztül tart.

## Javallatok
- Magas vérnyomás
- Stabil szívkoszorúér betegség
- Szívelégtelenség.

## Ellenjavallatok
Túlérzékenység valamely összetevőre vagy egyéb ACE-gátlóra;
ACE gátló alkalmazásával összefüggő angioneurotikus oedema a kórelőzményben (pl. méhcsípésre adott allergiás reakció is okozhat ilyet!);
Laktáció (szoptatás);
A terhesség alatt nem indítható ilyen terápia, tervezett terhesség előtt is javasolt más gyógyszerre váltani.Alkalmazása a terhesség első 3 hónapjában nem javasolt (de nem tiltott!), ha alkalmazása alatt kiderül a terhesség, akkor le kell cserélni.
Műtét (ha altatást igényel és tervezhető az anesztézia (altatás) akkor különös gondot kell fordítani a megfelelő volumen(folyadék)pótlásra.
Tervezett műtét előtt 1 nappal ki kell hagyni. (Ha azonnali műtétre van szükség, akkor annak nem abszolút akadálya, a műtét folyamán keletkező folyadék(vér)veszteség pótlása alapkövetelmény.)
Gyerek és serdülőkorban alkalmazása nem javasolt, kevés a rendelkezésre álló adat.
Fokozott óvatosság: magas vérnyomás; renovasculáris hypertonia; idős korban alacsonyabb kezdő dózis szükséges; kardiális dekompenzáció; urémia (ha a GFR 30-60 ml/perc, 2 mg/nap, ha <30 ml/perc, 2mg/nap); anúria (high flux dializáló membránt ne használjanak!); elektrolit eltérések; hipovolémia; hiponatrémia; dehidráció; csökkentett konyhasóbevitel; felszívódási zavar; enteritisz/kolitisz; iszkémiás szívbetegség; agyi vaszkuláris lézió; hipotonia iszkémiás eseményt indukálhat; renosvascularis hypertonia; hipertrófiás obstruktív kardiomiopátia; szívbillentyű betegség; aortastenosis; kollagenózis; lupus erythematosus; szkleroderma; laktóz-intolerancia

## Alkalmazás
Essentialis hypertoniában a kezdő adag naponta egyszer (reggel) 4 mg. Ha a vérnyomáscsökkenés nem kielégítő, a dózis egy hónap után napi egyszer 8 mg-ra emelhető.Ha előzetesen diuretikumot kapott a beteg, tünetekkel járó hypotonia alakulhat ki. Ezért a kezelés elkezdése előtt legalább 3 nappal a diuretikum adását abba kell hagyni vagy a perindopril kezelést napi 2 mg-mal kell kezdeni. A terápia kezdetén a diuretikus kezelést - ha lehetséges - átmenetileg fel kell függeszteni. Ha hypotonia jelentkezik, a beteget fekvő helyzetbe kell hozni, és szükség szerint izotóniás konyhasóoldattal végzett intravénás volumenpótlásra is szükség lehet. Az első gyógyszeradag után jelentkező hypotonia nem zárja ki a hypotonia sikeres rendezését követő óvatos gyógyszer-titrációval elérhető hatásos kezelés lehetőségét. Veseelégtelen betegek kezelésekor fontos a vesefunkció szoros, a veseelégtelenség súlyosságának megfelelő monitorozása.
A nyelvre, glottisra vagy gégére kiterjedő angioödéma halálos lehet. Ilyen esetek sürgősségi ellátásakor, EKG és vérnyomás ellenőrzése mellett azonnal 1 o/oo-es epinefrin subcutan (0,3-0,5 ml) vagy lassú intravénás (lásd a készítmény leírását) adására van szükség. A beteget kórházban 12-24 órán át, illetve addig kell megfigyelés alatt tartani, amíg a tünetek nem szűnnek meg teljesen. ACE-gátló kezelés alatt előfordulhat száraz, inproduktív köhögés, ami a terápia felfüggesztésekor megszűnik.

## Mellékhatások
Oligúria, anúria
Diszpnoe
Köhögési inger
Bronchospazmus
Glottisz görcs, gégeödéma, arcon kifejlődő ödéma
Hányinger, hányás
Hasi fájdalom
Általános gasztrointesztinális tünetek
Hasmenés
Székrekedés
Exantéma
Pruritusz
Urtikária
Fejfájás
Szédülés
Étvágytalanság
Fülzúgás, csengés
Látási zavar
Izomhipertenzió
Izzadás
Szájszárazság
Deprimáltság
CN emelkedés
Kreatininszint emelkedés
Hiperkalémia
Libido csökkenés vagy változás
Impotencia
Alvászavar, álmatlanság
Eritéma multiforme
Fáradtság
Paresztézia
Anémia
Neutropénia
Trombocitopénia
Transzaminázok emelkedése
Hiperbilirubinémia
Hemolitikus anémia
Albuminúria

## Készítmények

### Magyarországon forgalomban lévő
- Armix arginin
- Coverex forte
- Coverex AS
- Levenor
- Perindep
- Perindopril 1 a pharma
- Perindopril actavis
- Perindopril pfizer
- Perindopril sandoz
- Perindopril ratiopharm
- Perineva
- Prenessa
- Ranbapril
- Vidotin
- Covercard Plus

## Külső hivatkozások
- Hivatalos honlap